# Conformat superplàstic
El conformat superplàstic és un mètode de fabricació basat en el comportament extremadament dúctil de certs materials que permet obtenir formes gairebé acabades mitjançant la seva deformació plàstica.

## Introducció

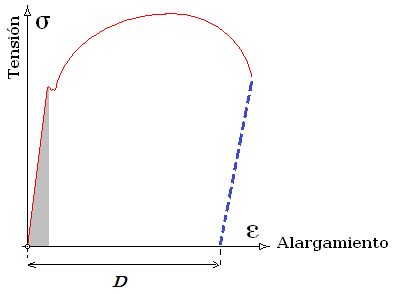
gràfic tensió-deformació (σ/ε)

El terme superplasticitat es defineix com la propietat que posseeix un material policristal·lí de deformar-se molt abans d'arribar-se a trencar. Dit d'una altra forma, un material amb una zona de deformació plàstica gran, això vol dir que amb esforços petits (σ baixa) es poden aconseguir grans deformacions (ε gran), és a dir un material superplàstic és un material amb gran ductilitat.
En un gràfic tensió-deformació (σ/ε) aquests materials presenten una corba com la que es pot veure en el gràfic adjunt; la zona lineal és la zona elàstica, on el material recuperaria la seva forma original si es deixés d'aplicar la tensió (zona ombrejada). La zona no lineal és la zona plàstica de deformació, com més gran sigui aquesta zona, major serà la D (ductilitat).
Per poder realitzar un procés d'aquest tipus cal que el material tingui una estructura cristal·lina (metalls) i que els seus àtoms no siguin excessivament grans. D'aquesta manera s'afavoreixen les dislocacions en els plànols reticulars que són la base de la deformació plàstica.

## Procediment

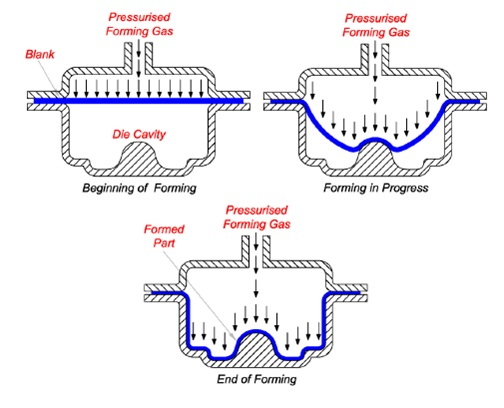
Esquema del procés de conformat superplàstic

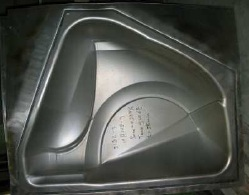
Peça obtinguda mitjançant SPF

La tècnica del conformat superplàstic (Superplastic Forming, SPF) és un procés de conformat de formes gairebé acabades. Un dels seus avantatges és que requereix una sola matriu superficial, en lloc de les dues matrius que s'utilitzen normalment en les operacions de conformat de xapa metàl·lica.
Com tot procés de conformat, segueix 4 senzills passos: adequació prèvia, dimensionament, estabilització de dimensions i tractaments addicionals.
En el conformat superplàstic es treballa a partir d'una peça prefabricada sòlida: una làmina. Un dels factors més importants a tenir en compte durant el procés és la temperatura. Tots els materials tenen una temperatura de recristalització que dirimeix dues zones de comportament segons es treballi a temperauters majors o menors que aquesta. La temperatura de recristalització depèn de diversos factors: grandària del gra, quantitat de treball en fred realitzat en la peça i l'existència o no de possibles impureses a la xarxa cristal·lina. S'ha de controlar que el procés sempre es dugui a terme per sobre d'aquesta temperatura, ja que, si no és així, es corre el risc que la peça final pateixi molts defectes lineals i sigui menys resistent. Normalment es fixa la temperatura del procés en un valor de 0.5 a 0.6 vegades la temperatura de fusió del material, i superior a la temperatura de recristal·lització. En qualsevol cas, a una temperatura major, millor serà el resultat obtingut, ja que la deformació plàstica és més fàcil d'obtenir.
Una vegada la cavitat de la matriu es troba a la temperatura desitjada s'hi introdueix la làmina de material. Gràcies a la injecció de gas a pressió, la làmina comença a deformar-se fins que adopta la forma de la matriu. Es pot veure l'esquema del procés a la figura. Perquè el procés sigui satisfactori cal controlar la velocitat de deformació, que sol estar en el rang de 1x10-5 a 1x10-1 s-1. La velocitat ha de ser lenta, ja que així s'afavoreix la mobilitat de les dislocacions en els plànols reticulars de la xarxa cristal·lina que forma el material.
Una vegada la làmina ha adoptat la forma de la matriu, es deixa refredar fins a una temperatura propera a la de l'ambient perquè les dimensions de la peça s'estabilitzin. Un cop refredat es pot retirar la matriu i la peça final a la qual se li pot sotmetre algun procés final addicional per millorar alguna de les seves prestacions.
En general, el principal avantatge del *SPF és que es poden obtenir formes molt complexes i gairebé acabades; per contra es tracta d'un procés lent en comparació de la resta de processos de conformat com poden ser el trefilatge o la forja, la qual cosa suposa una producció més reduïda de peces.